# Канонічний обряд (католицтво)
Канонічний обряд (лат. ritus canonici) — це сукупність різноманітних церковних традицій властивих кожній із церков свого права (sui juris). Як зазначає Кодекс канонів Східних церков (ККСЦ), канонічний обряд являє собою літургійний, богословський, духовний та дисциплінарний спадок  Вселенської церкви, культурними та історичним традиціями певних народів та виражається в християнському житті.

## Проблема приналежності
В ККСЦ використовується термін Церква власного права, проте в Кодекс канонічного права вживається вираз «обрядова церква». Проте слід відмітити що, є принципова різниця між літургійним та канонічним обрядом. А дотримання певного літургійного обряду не означає приналежності до відповідного канонічного обряду. Приналежність до нього визначається хрещенням, і тільки у виняткових моментах може бути змінена. Причинами зміни зазвичай виступають одруження, або прийняття священства.
Так, слідування амвросіанському чи мозарабському літургійному обряду не відповідає приналежності до відповідних канонічних обрядів. Адже ці літургійні обряди у канонічному плані належать до латинського (римського) обряду. Таким чином, основні відмінності між канонічними обрядами полягають у богословських та канонічних аспектах.

## Канонічні обряди католицької церкви
- Александрійський
- Антіохійський
- Вірменський
- Константинопольський (візантійський)
- Римський
- Халдейський